# سیارک ۵۲۹۵
سیارک ۵۲۹۵ (به انگلیسی: 5295 Masayo، نامگذاری:1991CE) پنج هزار و دویست و نود و پنجمین سیارک کشف شده‌است که در ۵ فوریه ۱۹۹۱ کشف شد.
قدر مطلق سیارک برابر ۱۱٫۵۰ است.